# Айсі-Луй-є-Земі
Айсі-Луй-є-Земі (перс. عیسی‌لوی زمی) — село в Ірані, входить до складу дехестану Баш-Калах у Центральному бахші шахрестану Урмія провінції Західний Азербайджан.